# Polypterus ansorgii
El bichir guineano (Polypterus ansorgii) es un pez con aletas radiadas que habita en ríos y otros hábitats de agua dulce en África Occidental, desde Guinea-Bisáu hasta Nigeria. Alcanza una longitud máxima de 72 cm, es de color marrón verdoso a negro y presenta grandes manchas oscuras en los flancos. En ejemplares maduros, la mandíbula inferior puede sobresalir ligeramente. Es similar a otros bichires con los que puede confundirse.
Nombrado en honor del explorador William John Ansorge (1850-1913), quien recolectó el espécimen tipo.